# Modri kresničar
Modri kresničar (znanstveno ime Ischnura elegans) je predstavnik enakokrilih kačjih pastirjev, eden izmed najbolj razširjenih in številnih kačjih pastirjev v Evropi. V dolžino meri 30–34 mm in je po velikosti primerljiv z bleščečim zmotcem (Enallagma cyathigerum). Mladi samci so zelenkasti, odrasli pa kombinacija modre in zelene. Zgornji del zadka je črn, spodnji pa zelenkast. Osmi zadkov člen je modre barve. Samice nastopajo v treh barvnih oblikah. Samice ene oblike so obarvane podobno kot samci, druge in tretje pa so v odraslosti rjavkaste ali zelenkaste. Pterostigma na prvem paru kril je dvobarvna, po čemer jih tudi najlažje prepoznamo.
Razširjen je od Islandije do Japonske in pogost v praktično celotni Evropi z izjemo delov Španije in Portugalske. Naseljuje tekoče in stoječe vode, tudi zelo evtrofične lokacije, izogiba pa se bolj kislim habitatom. Tolerira tudi nekoliko slane vode. Najdemo jo na nadmorski višini do 1600 m. Je eden najpogostejših kačjih pastirjev v Sloveniji in ne spada med ogrožene.
V zadnjih desetletjih se je vrsta v Veliki Britaniji domnevno zaradi klimatskih sprememb razširila kar 140 km proti severu.
V severni in osrednji Evropi leta od poznega aprila do poznega septembra, na jugu nekoliko dlje. Na leto se razvije večinoma ena generacija, južneje lahko tudi več. V Sloveniji nastopata ena do dve generaciji na leto.
Znanih je več podvrst, ki se razlikujejo po anatomskih podrobnostih (Ischnura elegans ssp. elegans naseljuje večino Evrope, Ischnura elegans ssp. ebneri leta naokrog v južni Italiji, Turčiji, na Kreti, Cipru in Srednjem Vzhodu; Ischnura elegans ssp. pontica pa naseljuje Veliko madžarsko nižino, severni Balkan in naprej do Srednje Azije).